# Опойя (скіфянка)
Опойя (грец. Ὀποίη) — одна з дружин Аріапейта, мати Оріка. У Мельпомені Геродот мимохідь описує успадкування влади Скілом після вбивства Аріапейта. Саме засвідчене Геродотом успадкування Скілом не тільки влади, а й Опойї, своєї мачухи та матері його зведеного брата Оріка, дає підстави для наступних висновків:
1. для скіфського суспільства була характерна полігінія;
2. для скіфського суспільства був характерний такий архаїчний звичай, як левірат (принаймні його батьківська форма), який ми можемо бачити у багатьох кочових етносів з найдавніших часів й до новітнього часу (останнє з відомих — поширення цього звичаю у Середній Азії у часи Другої Світової Війни).[1]

Існування останнього звичая могло бути спричинено наступним:
- розрив вдови та групи покійного чоловіка міг розглядатися як образа родині вдови, тому зв'язок між групами за посередництва вдови мав продовжуватися;
- для забезпечення й утримання дітей покійного та як засіб продовження його роду.[2]

Більш детальних висновків, враховуючи обмеженість інформації, на жаль, зробити неможливо.
Етимологія імені:
- грец. Ὀποίη < скіф. *xṷpayā- < праір. *hṷ-apa(h)-yā — добродійна, добродійка.[3]

## Опойя у Геродота (Історія, IV, 78)[4]
… Аріапейта підступно вбив Спаргапейт, цар агатірсів, і Скіл одержав царську владу і разом із нею і жінку свого батька, яку звали Опойя. Ця Опойя була скіф'янкою і від неї народився Орік, син Аріапейта.